# Гомініна

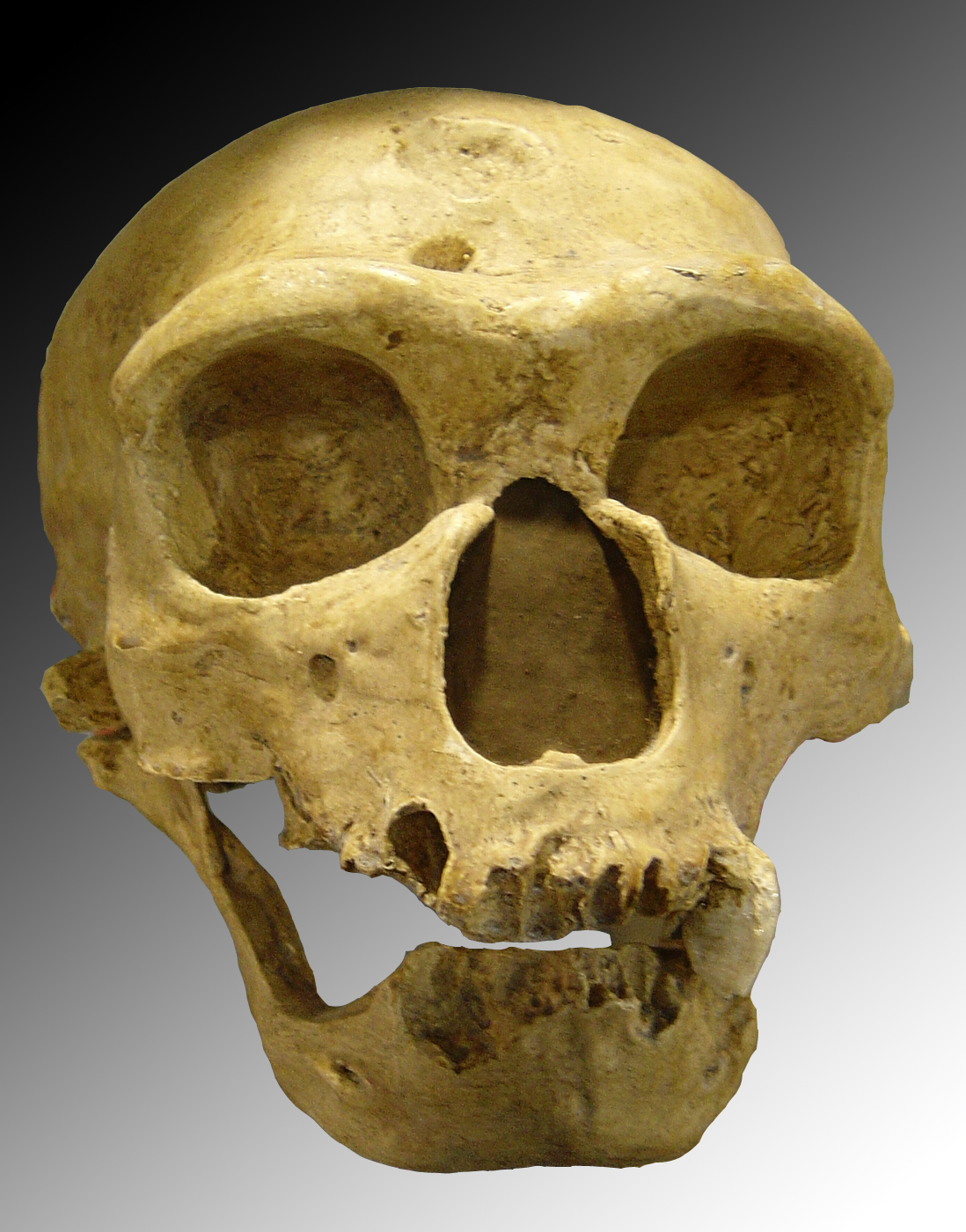
Череп неандертальця

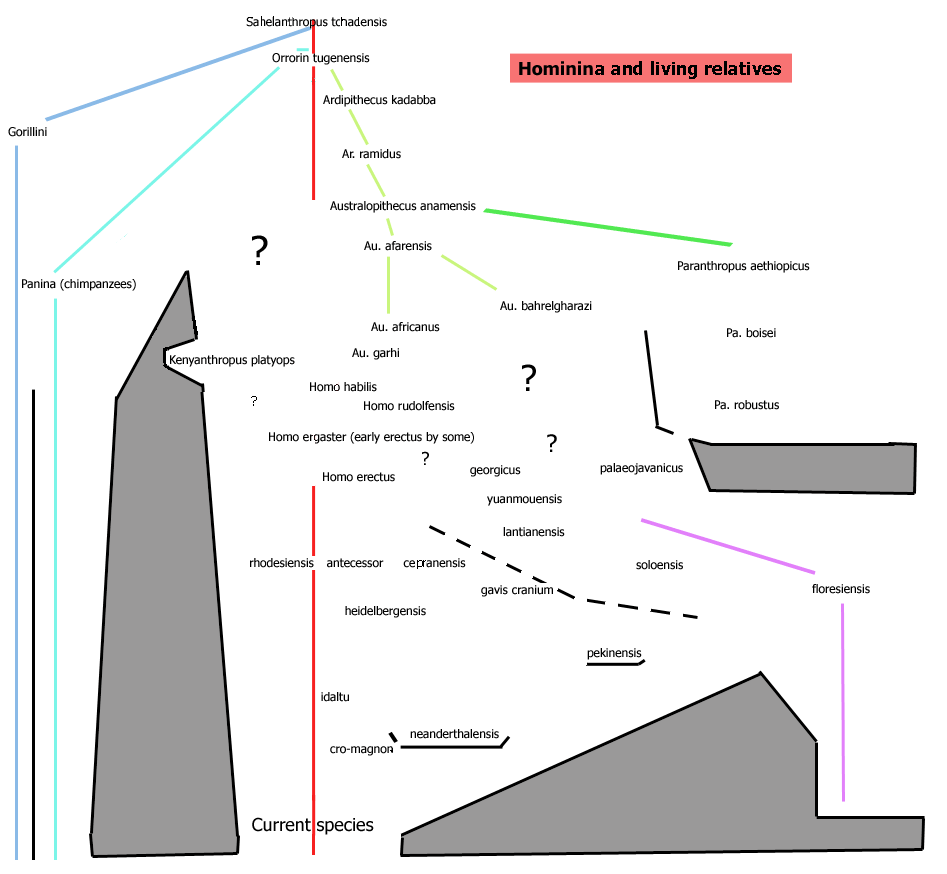
Тут згадується багато викопних видів, які належать до підтриби Hominina.

Гомініна (лат. Hominina) — підтриба антропоморфних приматів, виділених з триби гомініні (Hominini). Вони характеризуються поступовою еволюцією в бік прямоходіння.
Єдиний вид, що вижив, який походить від підтриби Гомініна — це Homo sapiens.
За класифікацією Гудмена, до підтриби Гомініна належать ще горила (як рід) і Шимпанзе, яких він включає як підрід до роду Homo.